# Île-Molène
Île-Molène è un comune francese di 235 abitanti situato nel dipartimento del Finistère nella regione della Bretagna, situato sull'isola di Molène.
Su quest'isola è stato ambientato il film Dream team di Olivier Dahan del 2012.

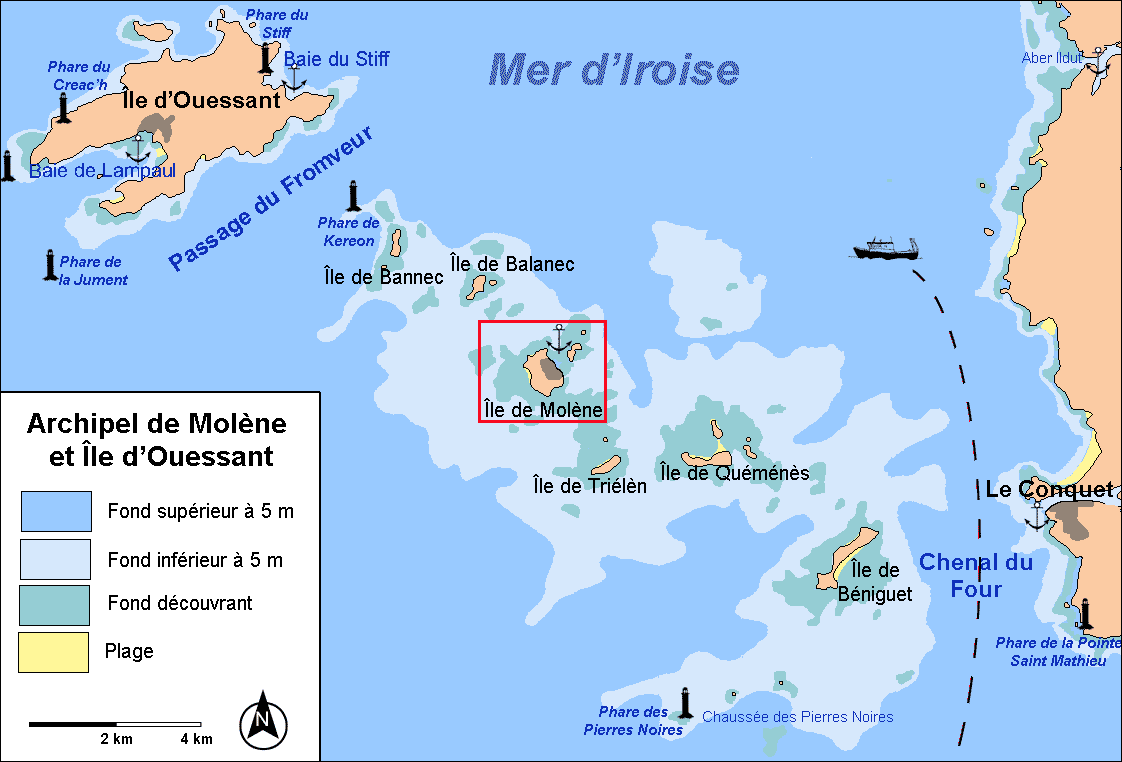
Mappa dell'isola e dell'arcipelago

## Società

### Evoluzione demografica
Abitanti censiti